# اگات (نبرسکا)
اگات، نبرسکا (به انگلیسی: Agate, Nebraska) یک منطقهٔ مسکونی در ایالات متحده آمریکا است که در نبراسکا واقع شده‌است.

## خصوصیات
اگات ۱٬۳۵۳٫۰۲ متر بالاتر از سطح دریا واقع شده‌است.